# Моё большое греческое лето
«Моё большое греческое лето» (англ. My Life in Ruins) — романтическая комедия 2009 года.
Первая художественная лента, которая получила разрешение на проведение съёмок на Афинском акрополе, поскольку правительство Греции решило, что фильм может способствовать популяризации греческих древностей в мире. Кроме Акрополя, съемки проводились в Ии на острове Санторини, в древних Олимпии, Дельфах. Некоторые виды сняты в Испании.

## Сюжет
Американка греческого происхождения Джорджия по образованию историк, специалист по античной классике, работает в Греции туристическим гидом. За год работы она её возненавидела, туристам также не нравятся туры скучной Джорджии, которая только и сыплет историческими фактами вместо того, чтобы отвезти всех на пляж. Наконец Джорджия решает бросить работу и вернуться в США, но в последнем туре, подавив в себе «профессора», находит друзей и любовь.
Время от времени главные герои вспоминают персонажей и даже просматривают ленту «Грек Зорба».

## В ролях
- Ниа Вардалос — Джорджия Янакополис
- Ричард Дрейфус — Ирв Гедеон
- Алексис Георгулис — Прокопий «Пупи» Какас
- Рэйчел Дрэч — Ким Савчук
- Гарланд Уильямс — Эл Савчук
- Кэролайн Гудолл — Элизабет Туллен
- Ян Огильви — Стюарт Туллен
- Софи Стаки — Кейтлин Туллен
- Алистер Макгован — Нико
- Мария Ботто — Лала
- Мария Аданес — Лена
- Шейла Бернетт — Доркас
- Джереб Доплез — Гейтор
- Иэн Гомес — клерк в гостинице
- Начо Перес — Дуди Какас